# Daly (rzeka)
Daly – rzeka w Australii, w północno-zachodniej części stanu Terytorium Północne. Ma 362 km długości. Powstaje na skutek połączenia rzek King, Katherine i Flora we wzgórzach na zachód od Ziemi Arnhema, w pobliżu miasta Katherine. Płynie w kierunku północno-zachodnim, uchodzi do zatoki Anson Bay Morza Timor. Wraz ze swoim głównym dopływem, rzeką Fergusson, Daly odwadnia dorzecze o powierzchni 58 640 km², obejmujące płaskie lub lekko pofałdowane tereny wykorzystywane do hodowli bydła. Główne gałęzie gospodarki w pobliżu rzeki to turystyka i rekreacyjne połowy barramundi, skoncentrowane wokół osady Daly River, położonej 80 km od ujścia rzeki.
Rzeka została zbadana w 1865 roku przez Boyle’a Finnissa, pierwszego gubernatora planowanej kolonii na tym obszarze, i nazwana na cześć Dominicka Daly’ego, ówczesnego gubernatora Australii Południowej. Jest żeglowna na odcinku 115 km powyżej swojego ujścia. Stanowi wschodnią granicę rezerwatu Aborygenów, który rozciąga się aż do rzeki Fitzmaurice.